# Pramac Racing

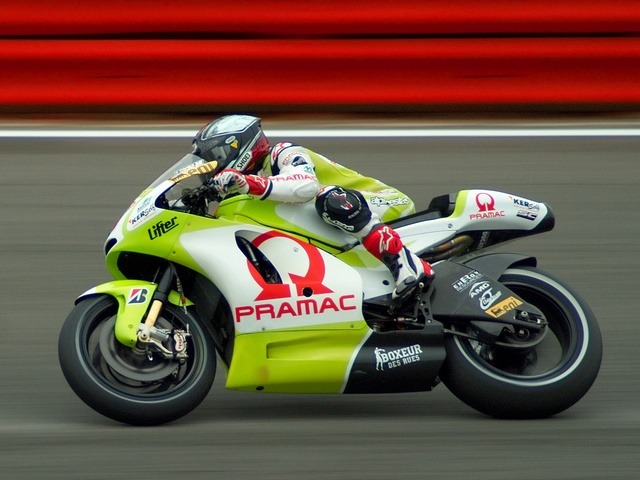
Mika Kallio, Pramac Racing, på Silverstonebanan 2010.

Pramac Racing Team är ett tävlingsstall i MotoGP och är Ducatis andra MotoGP-stall.

## Historia
Pramac Racing bildades av den italienska elverks- och pallvagnstillverkaren Pramac till Roadracing-VM 2002, där teamet ställde upp i den nya MotoGP-klassen med Tetsuya Harada som förare på en Honda NSR500.

### Camel Honda
I september 2002 skrev Pramac ett treårskontrakt med Max Biaggi och Honda Racing Corporation för Hondas fyrtaktare Honda RC211V.
I november samma år kom Pramac och Pons Racing överens om ett nära samarbete säsongen 2003 där Biaggi skulle köra för Pons men fortfarande vara kontrakterad av Pramac. Teamnamnet blev Pramac Honda Pons. Under eget namn ställde Pramac upp med Makoto Tamada. Biaggi blev trea i VM och Tamada elva. Samarbetet fortsatte 2004 under namnet Camel Honda med Biggai och Tamada som förare.

### Pramac d'Antin
Genom en sammanslagning av teamen d'Antin och Pramac 2005 bildades Team D'Antin Pramac med Ducati Desmosedici som motorcykel. Därmed inleddes ett långt samarbete med Ducati. Stallchef var den spanske före detta roadracingföraren Luis d'Antin.
Under säsongen 2007 körde den meriterade brasilianaren Alex Barros och tysken  Alex Hofmann för stallet. Hofmann fick dock sparken i slutet på säsongen efter ha brutit ett lopp på grund av dålig motivation. Han ersattes av britten Chaz Davies.
Roadracing-VM 2008 innebar två nya förare i Toni Elías och Sylvain Guintoli. Stallet hade en ny huvudsponsor Alice, Telecom Italia och körde under namnet Alice Ducati. Luis d'Antin fick sparken som teamchef under säsongen 2008 och efter säsongen byttes en del spansk teampersonal till italiensk.
Inför 2009 hoppade Alice av som huvudsponsor och stallet tävlade under namnet Pramac Racing med finske 250GP-stjärnan Mika Kallio och italienske Niccolo Canepa som förare.

## Säsonger i sammanfattning från 2002
| Säsong | Klass  | Team-namn                        | Konstruktör | Motorcykel                            | Förare            | VM- plac. | 1/2/3- platser   | Anm.            |
| ------ | ------ | -------------------------------- | ----------- | ------------------------------------- | ----------------- | --------- | ---------------- | --------------- |
| 2002   | MotoGP | Pramac Honda Racing Team         | Honda       | Honda NSR500                          | Tetsuya Harada    | 17        | - / - / -        |                 |
| 2003   | MotoGP | Camel Pramac Pons                | Honda       | Honda RC211V                          | Max Biaggi        | 3         | 2 / 4 / 2        | Med Pons Racing |
| 2003   | MotoGP | Camel Pramac Pons                | Honda       | Honda RC211V                          | Tohru Ukawa       | 8         | - / - / -        | Med Pons Racing |
| 2003   | MotoGP | Pramac Honda                     | Honda       | Honda RC211V                          | Makoto Tamada     | 11        | - / - / 1        |                 |
| 2004   | MotoGP | Camel Honda                      | Honda       | Honda RC211V                          | Max Biaggi        | 3         | 1 / 5 / 4        | Med Pons Racing |
| 2004   | MotoGP | Camel Honda                      | Honda       | Honda RC211V                          | Makoto Tamada     | 6         | 2 / 1 / -        | Med Pons Racing |
| 2005   | MotoGP | Team D'Antin Pramac              | Ducati      | Ducati Desmosedici                    | Roberto Rolfo     | 18        | - / - / -        |                 |
| 2006   | MotoGP | Pramac D'Antin MotoGP            | Ducati      | Ducati Desmosedici                    | Alex Hofmann      | 17        | - / - / -        |                 |
| 2006   | MotoGP | Pramac D'Antin MotoGP            | Ducati      | Ducati Desmosedici                    | José Luis Cardoso | 20        | - / - / -        |                 |
| 2007   | MotoGP | Pramac D'Antin                   | Ducati      | Ducati Desmosedici                    | Alex Hofmann      | 13        | - / - / -        | GP 1-14         |
| 2007   | MotoGP | Pramac D'Antin                   | Ducati      | Ducati Desmosedici                    | Alex Barros       | 10        | - / - / 1        |                 |
| 2008   | MotoGP | Alice Team                       | Ducati      | Ducati Desmosedici                    | Toni Elías        | 12        | - / 1 / 1        |                 |
| 2008   | MotoGP | Alice Team                       | Ducati      | Ducati Desmosedici                    | Sylvain Guintoli  | 13        | - / - / -        |                 |
| 2009   | MotoGP | Pramac Racing Team               | Ducati      |                                       | Mika Kallio       | 15        | - / - / -        |                 |
| 2009   | MotoGP | Pramac Racing Team               | Ducati      | Niccolò Canepa                        | 16                | - / - / - |                  |                 |
| 2010   | MotoGP | Pramac Racing Team               | Ducati      |                                       | Mika Kallio       | 17        | - / - / -        |                 |
| 2010   | MotoGP | Pramac Racing Team               | Ducati      | Aleix Espargaró                       | 14                | - / - / - |                  |                 |
| 2011   | MotoGP | Pramac Racing Team               | Ducati      |                                       | Loris Capirossi   | 17        | - / - / -        |                 |
| 2011   | MotoGP | Pramac Racing Team               | Ducati      | Randy de Puniet                       | 15                | - / - / - |                  |                 |
| 2012   | MotoGP | Pramac Racing Team               | Ducati      |                                       | Héctor Barberá    | 11        | - / - / -        |                 |
| 2013   | MotoGP | Energy T.I. Pramac Racing        | Ducati      |                                       | Andrea Iannone    | 12        | - / - / -        |                 |
| 2013   | MotoGP | Ignite Pramac Racing             | Ducati      |                                       | Ben Spies         | 21        | - / - / -        | GP 1-2, 5, 10   |
| 2013   | MotoGP | Ignite Pramac Racing             | Ducati      | Michele Pirro                         | 13                | - / - / - | GP 4, 6-8, 11-13 |                 |
| 2013   | MotoGP | Ignite Pramac Racing             | Ducati      | Alex de Angelis                       | 23                | - / - / - | GP 9             |                 |
| 2013   | MotoGP | Ignite Pramac Racing             | Ducati      | Yonny Hernandez                       | 18                | - / - / - | GP 14-18         |                 |
| 2014   | MotoGP | Pramac Racing                    | Ducati      | Desmosedici GP14.2                    | Andrea Iannone    | 10        | - / - / -        |                 |
| 2014   | MotoGP | Pramac Racing                    | Ducati      | Desmosedici GP13                      | Yonny Hernandez   | 15        | - / - / -        |                 |
| 2015   | MotoGP | Pramac Racing Octo Pramac Racing | Ducati      | Desmosedici GP14.1 Desmosedici GP14.2 | Danilo Petrucci   | 10        | - / 1 / -        |                 |
| 2015   | MotoGP | Pramac Racing Octo Pramac Racing | Ducati      | Desmosedici GP14.2                    | Yonny Hernandez   | 14        | - / - / -        |                 |
| 2016   | MotoGP | Octo Pramac Yakhnich             | Ducati      | Desmosedici GP15                      | Danilo Petrucci   | 14        | - / - / -        | GP 1, 5-18      |
| 2016   | MotoGP | Octo Pramac Yakhnich             | Ducati      | Desmosedici GP15                      | Scott Redding     | 15        | - / - / 1        |                 |
| 2016   | MotoGP | Octo Pramac Yakhnich             | Ducati      | Desmosedici GP15                      | Michele Pirro     | 19 ^      | - / - / -        | GP 2-4          |
| 2017   | MotoGP | Octo Pramac Racing               | Ducati      | Desmosedici GP17                      | Danilo Petrucci   | 8         | - / 2 / 2        |                 |
| 2017   | MotoGP | Octo Pramac Racing               | Ducati      | Desmosedici GP16                      | Scott Redding     | 14        | - / - / -        |                 |
| 2018   | MotoGP | Alma Pramac Racing               | Ducati      | Desmosedici GP18                      | Danilo Petrucci   | 8         | - / 1 / -        |                 |
| 2018   | MotoGP | Alma Pramac Racing               | Ducati      | Desmosedici GP17                      | Jack Miller       | 13        | - / - / -        |                 |
| 2019   | MotoGP | Alma Pramac Racing               | Ducati      | Desmosedici GP18                      | Francesco Bagnaia | 15        | - / - / -        |                 |
| 2019   | MotoGP | Alma Pramac Racing               | Ducati      | Desmosedici GP19                      | Jack Miller       | 8         | - / - / 4        |                 |
| 2024   | MotoGP | Prima Pramac Racing              | Ducati      | Desmosedici GP24                      | Franco Morbidelli | 8         | - / - / -        |                 |
| 2024   | MotoGP | Prima Pramac Racing              | Ducati      | Desmosedici GP24                      | Jorge Martín      | 2         | 2 / 4 / 2        |                 |

^Körde för fler team 